# Kromosom 6 (čovjek)
Kromosom 6 je autosomni kromosom, šesti po veličini u kariotipu čovjeka i pripada C skupini. Prema položaju centromere svrstava se u submetacentrične kromosome. Sadrži 183 milijuna nukleotida, što predstavlja između 5,5 i 6% ukupne količine DNK u jezgri. Sadrži 1557 sekvenciranih gena i 633 pseudogena.
Na kromosomu 6 nalazi se preko 100 gena glavnog kompleksa histokompatibilnosti (eng. Mayor histocompatibility complex - MHC), ključnih za razlikovanje vlastitih stanica od stranih antigena koje ostvaruje imunosni sustav.
Broj polimorfizama jednog nukleotida (eng. Single Nucleotide Polymorphism - SNP) je preko 700 000.

## Geni kromosoma 6
Neki od važnijih gena, koji se nalaze na kromosomu 6 su:
- ALDH5A1
- ARG1
- ATXN1
- BCKDHB
- COL9A1
- COL11A2
- CUL7
- CYP21A2
- EFHC1
- ELOVL4
- EPM2A
- EYA4
- FIG4
- FOXC1
- GJA1
- GNMT
- GTF2H5
- HFE
- HLA-B
- HLA-DQA1
- HLA-DQB1
- LHFPL5
- MUT
- MYO6
- NEU1
- NHLRC1
- PARK2
- PEX7
- PKHD1
- PLAGL1
- PLG
- POLH
- POLR1C
- PRPH2
- RARS2
- RPS10
- RUNX2
- SLC17A5
- SYNE1
- T
- TBP
- TFAP2A
- TFAP2B
- TNXB
- TREM2
- ZFP57

## Bolesti vezane za kromosom 6
Poznat je sadržaj i raspored gena kromosoma 6 čije mutacije izazivaju niz nasljednih bolesti. Najvažnije bolesti vezane za mutacije na kromosomu 6 jesu:
- ankilozirajući spondilitis, HLA-B
- kolagenopatija tip II i XI
- celijakija HLA-DQA1 & DQB1
- Ehlers-Danlosov sindrom, klasični, hipermobilitet i tip tenascin-X
- Hashimotoov tireoiditis
- hemokromatoza
- hemochromatoza tip 1
- deficit 21-hidroksilaze
- bolest mokraće kao javorov sirup
- methilmalonična acidemia
- autosomska gluhoća bez drugih simptoma
- otospondilomegaepifizealna displazija
- Parkinsoova bolest
- bolest policističnog bubrega
- porfirija
- porphyria cutanea tarda
- reumatoidni artritis, HLA-DR
- Sticklerov sindrom COL11A2
- sistemski eritematozni lupus
- šećerna bolest tip 1, HLA-DR, DQA1 i DQB1
- sideroblastična anemija
- epilepsija
- Guillain Barreov sindrom